# 13 lat 13 minut
13 lat 13 minut – dokumentalny film historyczny zrealizowany w 2006 roku przez Marka Maldisa według scenariusza Grzegorza Łubczyka.
Treścią filmu są pamiętne wydarzenia w Polsce i na Węgrzech w 1956 roku.

## Nagrody
- 2006 – Dyplom Honorowy dla Marka Maldisa na Festiwalu Mediów "Człowiek w zagrożeniu" w Łodzi
- 2006 – Dyplom Specjalny dla Marka Maldisa za "wysokie walory poznawcze, edukacyjne i wychowawcze zawarte w obrazie tragicznych wydarzeń 1956 roku w Polsce i na Węgrzech" na Ogólnopolskim Niezależnym Przeglądzie Form Dokumentalnych "Nurt" w Kielcach.